# Curling-Juniorenweltmeisterschaft 2006
Die Curling-Juniorenweltmeisterschaft 2006 wurde vom 11. bis 19. März im südkoreanischen Jeonju ausgetragen.

## Männer

### Teilnehmer
| Land                | Fourth               | Third            | Second              | Lead             | Alternate           |
| ------------------- | -------------------- | ---------------- | ------------------- | ---------------- | ------------------- |
| Volksrepublik China | Wang Binjiang        | Xu Xiaoming      | Wang Zi             | Zang Jialiang    |                     |
| Dänemark            | Rasmus Stjerne       | Mikkel Krause    | Mikkel Poulsen      | Dennis Hansen    | Oliver Dupont       |
| Italien             | Giorgio da Rin       | Silvio Zanotelli | Davide Zanotelli    | Lorenzo Olivieri | Simone Gonin        |
| Kanada              | Charley Thomas       | Geoff Walker     | Rollie Robinson     | Kyle Reynolds    | Matthew Ng          |
| Norwegen            | Anders Bjørgum       | Morten Husby     | Håvard Mellem       | Vemund Ørstad    | Kristian Rolvsfjord |
| Schottland          | Logan Gray           | Alasdair Guthrie | Keith Duncan Millar | Gordon McDougall | Scott Hamilton      |
| Schweden            | Nils Carlsén         | Niklas Edin      | Marcus Hasselborg   | Emanuel Allberg  | Fredrik Lindberg    |
| Schweiz             | Christian von Gunten | Sven Michel      | Sandro Trolliet     | Patric Schletti  | Alexander Attinger  |
| Südkorea            | Kim Chang-Min        | Kim Min-chan     | Park Jong-Duk       | Park Jin-Oh      | Choi Byung-Rok      |
| Vereinigte Staaten  | Chris Plys           | Matt Mielke      | Kevin Johnson       | Tommy Kent       | Aaron Wald          |

### Round Robin
| Platz | Team                | Spiele | Siege | Ndlg. |
| ----- | ------------------- | ------ | ----- | ----- |
| 1.    | Schottland          | 9      | 8     | 1     |
| 2.    | Kanada              | 9      | 7     | 2     |
| 3.    | Volksrepublik China | 9      | 5     | 4     |
| 4.    | Schweden            | 9      | 5     | 4     |
| 5.    | Dänemark            | 9      | 4     | 5     |
| 6.    | Südkorea            | 9      | 4     | 5     |
| 7.    | Norwegen            | 9      | 4     | 5     |
| 8.    | Schweiz             | 9      | 3     | 6     |
| 9.    | Vereinigte Staaten  | 9      | 3     | 6     |
| 10.   | Italien             | 9      | 2     | 7     |

### Playoffs
|  | Halbfinale | Halbfinale          | Halbfinale |                  |  | Finale | Finale              | Finale |
|  |            |                     |            |                  |  |        |                     |        |
|  |            |                     |            |                  |  |        |                     |        |
|  |            | Schottland          | 4          |                  |  |        |                     |        |
|  |            | Schweden            | 6          |                  |  |        | Schweden            | 3      |
|  |            |                     |            |                  |  |        | Kanada              | 7      |
|  |            |                     |            |                  |  |        |                     |        |
|  |            |                     |            | Spiel um Platz 3 |  |        |                     |        |
|  |            | Kanada              | 7          |                  |  |        |                     |        |
|  |            | Volksrepublik China | 6          |                  |  |        | Schottland          | 12     |
|  |            |                     |            |                  |  |        | Volksrepublik China | 4      |
|  |            |                     |            |                  |  |        |                     |        |

### Endstand
| Platz | Land                |
| ----- | ------------------- |
| 1     | Kanada              |
| 2     | Schweden            |
| 3     | Schottland          |
| 4     | Volksrepublik China |
| 5     | Dänemark            |
| 6     | Südkorea            |
| 7     | Norwegen            |
| 8     | Schweiz             |
| 9     | Vereinigte Staaten  |
| 10    | Italien             |

## Frauen

### Teilnehmerinnen
| Land                | Fourth                | Third              | Second            | Lead            | Alternate          |
| ------------------- | --------------------- | ------------------ | ----------------- | --------------- | ------------------ |
| Volksrepublik China | Sun Yue               | Yu Xinna           | Chen Yinjie       | Li Xue          |                    |
| Dänemark            | Lene Nielsen          | Helle Simonsen     | Camilla Jørgensen | Maria Poulsen   | Jeanne Ellegaard   |
| Kanada              | Mandy Selzer          | Erin Selzer        | Kristen Mitchell  | Megan Selzer    | Penny Roy          |
| Südkorea            | Kim Ji-Suk            | Lee Hyo-Kyeong     | Koo Jung-Yun      | Lee Seul-Bee    | Jang Hyo-Sun       |
| Norwegen            | Kristin Moen Skaslien | Marte Bakk         | Solveig Enoksen   | Ingrid Stensrud | Anneline Skårsmoen |
| Russland            | Ljudmila Priwiwkowa   | Jekaterina Galkina | Margarita Fomina  | Angela Tuvaeva  | Daria Kozlova      |
| Schottland          | Jennifer Morrison     | Alison Black       | Katie Stevenson   | Rachel Speedie  | Sarah Reid         |
| Schweden            | Stina Viktorsson      | Sofie Sidén        | Maria Wennerström | Matilda Rodin   | Sabina Kraupp      |
| Schweiz             | Michèle Jäggi         | Stéphanie Jäggi    | Nicole Schwägli   | Isobel Kurt     | Sandra Zurbuchen   |
| Vereinigte Staaten  | Nina Spatola          | Megan O’Connell    | Jaclyn Mueller    | Jordan Moulton  | Molly Bonner       |

### Round Robin
| Platz | Team                | Spiele | Siege | Ndlg. |
| ----- | ------------------- | ------ | ----- | ----- |
| 1.    | Russland            | 9      | 7     | 2     |
| 2.    | Kanada              | 9      | 6     | 3     |
| 3.    | Dänemark            | 9      | 5     | 4     |
| 4.    | Schweiz             | 9      | 5     | 4     |
| 5.    | Norwegen            | 9      | 5     | 4     |
| 6.    | Südkorea            | 9      | 5     | 4     |
| 7.    | Schottland          | 9      | 4     | 5     |
| 8.    | Schweden            | 9      | 4     | 5     |
| 9.    | Volksrepublik China | 9      | 3     | 6     |
| 10.   | Vereinigte Staaten  | 9      | 1     | 8     |

In den Entscheidungsspielen um den Einzug in die Playoffs setzten sich Dänemark und die Schweiz durch.

### Playoffs
|  | Halbfinale | Halbfinale | Halbfinale |                  |  | Finale | Finale   | Finale |
|  |            |            |            |                  |  |        |          |        |
|  |            |            |            |                  |  |        |          |        |
|  |            | Russland   | 8          |                  |  |        |          |        |
|  |            | Schweiz    | 3          |                  |  |        | Russland | 5      |
|  |            |            |            |                  |  |        | Kanada   | 4      |
|  |            |            |            |                  |  |        |          |        |
|  |            |            |            | Spiel um Platz 3 |  |        |          |        |
|  |            | Kanada     | 8          |                  |  |        |          |        |
|  |            | Dänemark   | 5          |                  |  |        | Schweiz  | 4      |
|  |            |            |            |                  |  |        | Dänemark | 8      |
|  |            |            |            |                  |  |        |          |        |

### Endstand
| Platz | Land                |
| ----- | ------------------- |
| 1     | Russland            |
| 2     | Kanada              |
| 3     | Dänemark            |
| 4     | Schweiz             |
| 5     | Norwegen            |
| 6     | Südkorea            |
| 7     | Schottland          |
| 8     | Schweden            |
| 9     | Volksrepublik China |
| 10    | Vereinigte Staaten  |